# 道具主義
道具主義（どうぐしゅぎ、英: instrumentalism）とは、科学哲学の世界で使われる言葉で、科学理論を、観察可能な現象を組織化・予測するための形式的な道具・装置であると見なす立場。観察可能な現象の背後にある観察不可能な隠れた実在の真の姿は知りえないとする。この点で科学的実在論と対立する。
道具主義においては、観察不可能な対象について語ることは形而上学の役割であると考え、科学の仕事ではないとする。つまり科学理論によって現象の説明・予測がどれだけうまくいっていても、それによって「理論が観察可能な現象の背後にある観察不可能な隠れた実在についての真なる記述になっている」とは考えない。「ただ単にうまくいっているだけだ」という風に考える。これが道具主義のひとつの特徴である。また現象を説明するためのいくつかの理論が存在する場合、理論の選択はその正しさによってではなく、現象をどれだけうまく予測・説明できるか、その有用性によって決まるとする。これは道具主義がそもそも「理論の正しさ」、つまり理論が実在を正しく記述しているかどうか、といった事は知りえないと考えているためである。
物理学の世界で道具主義の立場を鮮明にした人物として、19世紀オーストリアの物理学者エルンスト・マッハがいる。

## 批判

### 奇跡論法
科学的実在論の立場からの道具主義に対する批判として、ヒラリー・パトナムの奇跡論法（argument from miracles）がある。奇跡論法とは、もし電子や光子といったものが実際に理論で記述されるような形で存在しないとすれば、「科学の成功」が一種の奇跡になってしまう、というもの。この奇跡論法は次のようなアブダクションの構図を持つ。すなわち説明されるべき事柄として「科学の成功」を取り、この「科学の成功」を説明する側の仮説として道具主義と科学的実在論を並置する。そして道具主義による「科学の成功」の説明は一種の奇跡になってしまうが、科学的実在論による「科学の成功」の説明はもっともらしい、ともっていく。これが奇跡論法である。